# Paisie Olaru
 (août 2023).
Si vous disposez d'ouvrages ou d'articles de référence ou si vous connaissez des sites web de qualité traitant du thème abordé ici, merci de compléter l'article en donnant les références utiles à sa vérifiabilité et en les liant à la section « Notes et références ».
Pour les articles homonymes, voir Olaru.
Paisie Olaru, né le 20 juin 1897 à Stroiești, Lunca, dans le județ de Botoșani et mort le 18 octobre 1990 au Monastère de Sihăstria, dans le département de Neamt, a été un père orthodoxe roumain renommé.

## Biographie
Benjamin d’une famille de cinq enfants, le père Paisie Olaru est né le 20 juin 1897 dans le village de Stroiești, la commune de Lunca (județ de Botoșani). Son père s’appelait Ioan et était bûcheron. Sa mère s’appelait Ecaterina et était femme au foyer. Lors de son baptême il reçoit le prénom de Petru.
Il entame sa vie monastique en 1921 à proximité de son village natal, au Monastère de Cozancea.
Lors de ses vœux, en juin 1922, il prend le nom de Paisie. Le 14 octobre 1943 il est ordonné diacre et le 4 avril 1947 il est ordonné prêtre, puis nommé abbé de l’Ermitage de Cozancea, qu’il dirige pendant près d’un an.
Le père Paisie pratique la prière de Jésus, et la nuit lit les Psaumes. Toujours présent lors des services de l’Eglise, il jeûne tous les jours jusqu’au soir. Son activité principale consiste à s’occuper des personnes malades. Il compte le père Ilie Cleopa parmi ses disciples. 
En 1948, il se retire au Monastère de Sihăstria (département de Neamț).
Entre 1949-1953, il vit au Monastère de Slatina (département de Suceava), dont le père Ilie Cleopa est l’abbé.
Au printemps 1954, il retourne au Monastère de Sihăstria et devient le confesseur de toute la communauté.
De 1972 à 1984, il vit à l’Ermitage de Sihla, dans une cellule près de la grotte de Sainte Théodora de Sihla.
À l’automne 1986, il retourne dans la communauté du Monastère de Sihăstria. Une fracture de la jambe le garde à jamais immobilisé sur son lit, dans sa cellule. Jusqu’aux derniers jours de sa vie, le père Paisie continue cependant à confesser ses fils spirituels et à leur donner des conseils.